# Hedysarum daraut-kurganicum
Hedysarum daraut-kurganicum là một loài thực vật có hoa trong họ Đậu. Loài này được Sultanova miêu tả khoa học đầu tiên.